# 犀潟村
犀潟村（さいがたむら）は、かつて新潟県中頸城郡にあった村。

## 沿革
- 1889年（明治22年）4月1日 - 町村制施行に伴い中頸城郡五ケ浜新田、潟守新田、渋柿浜新田、上小舟戸新田、下小舟戸新田、蜘ケ池村、潟田村、岩野古新田、長崎村、吉崎新田、行ノ浜村、渋柿浜村、上小舟津浜村、下小舟津浜村、土底浜村、四ツ屋浜村が合併し、犀潟村が発足。
- 1901年（明治34年）11月1日 - 中頸城郡潟町村と合併し、潟町村を新設して消滅。